# Zobour

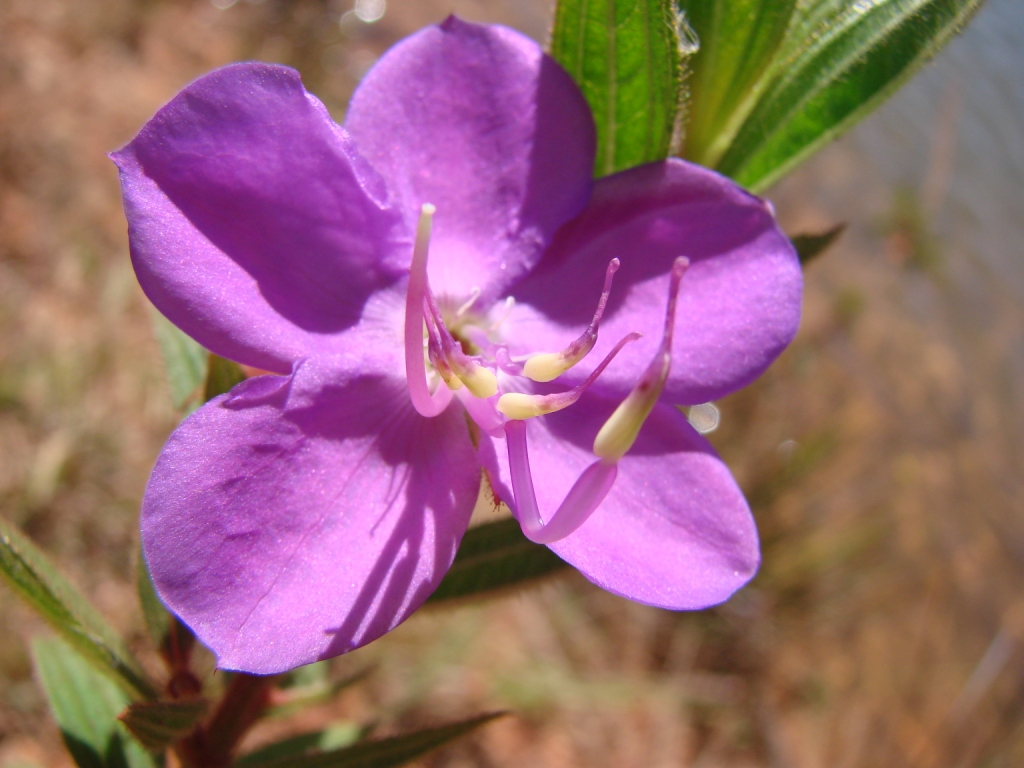
Detail květu Rhynchanthera grandiflora

Zobour (Rhynchanthera) je rod rostlin z čeledi melastomovité. Zahrnuje 15 druhů, rozšířených na amerických savanách od Mexika po Paraguay. Zoboury jsou keře a polokeře se vstřícnými pilovitými listy s charakteristickou žilnatinou a bílými až purpurovými květy.

## Popis
Zoboury jsou keře a polokeře dorůstající výšky až 3 metry. Některé druhy připomínají spíše byliny, na bázi jsou však vždy dřevnaté. Stonky jsou oblé až ostře čtyřhranné. Rostliny jsou většinou pokryty žláznatými chlupy. Listy jsou vstřícné, široce vejčité až čárkovité, řapíkaté až přisedlé, na okraji pilovité nebo výjimečně až téměř celokrajné. Žilnatina je tvořena 3 až 9 souběžnými žilkami směřujícími od báze listu k jeho vrcholu. Květy jsou pětičetné, uspořádané v koncových vrcholících. Češule je zvonkovitá, kališní cípy jsou čárkovité až trojúhelníkovité, vytrvalé. Koruna je bílá, růžová nebo purpurová, korunní lístky jsou obvejčité. Plodných tyčinek je 5 a střídají se se zakrnělými sterilními tyčinkami (staminodii). Jedna z plodných tyčinek je často delší než ostatní. Spojidlo prašníků je silně prodloužené, na bázi s krátkým přívěskem. Semeník je spodní, kulovitý, se 3 až 5 komůrkami. Plodem je pouzdrosečná tobolka obsahující mnoho drobných semen.

## Rozšíření
Rod zobour zahrnuje 15 druhů a je rozšířen výhradně v Americe od Mexika po Paraguay, Brazílii a nejsevernější Argentinu. Na Karibských ostrovech se nevyskytuje. Největší počet druhů (celkem 10) se vyskytuje v jižní části Brazílie. Většina druhů roste typicky na savanách různých typů. Vyhledávají vlhká místa, jako jsou terénní sníženiny, břehy vodních toků, sezónně zaplavované bažiny a podobně.

## Ekologické interakce
Zoboury jsou ponejvíce krátkověké vytrvalé rostliny, některé druhy či populace mohou být dvouleté nebo dokonce jednoleté. Mezi druhy plodné již v prvním roce náleží např. Rhynchanthera grandiflora a R. hispida. Kvetou většinou v suchém období. Květy se otevírají na jediný den, odpoledne se zavírají a následujícího dne opadávají. Jsou opylovány ponejvíce včelami z tribů Anthophorini a Euglossini, drobnokvěté druhy pak drobnými včelami z čeledi Halictidae. Květy netvoří nektar a včely je navštěvují kvůli sběru pylu. Drobná semena jsou z puklých tobolek postupně vytřásána a roznášena ponejvíce větrem.

## Význam
Domorodci ve Francouzské Guyaně používají sirup z druhu Rhynchanthera grandiflora na onemocnění dýchacích cest.